# Будагхоша
Бхаданчария Будагхоша е индийски теравадински будистки учител от 5 век – учен, съставил много текстове и коментари. Неговата най-известна творба е Вишудхимага или „Пътят на пречистването“, обхватен сборник от анализи на теравадинското разбиране на будисткия път към освобождението. Интерпретацията дадена от Будагхоша се смята за класическа поне до 12 век. И днес той се смята за най-важен коментатор както от съвременните западни учени, така и от самите тхеравадини.
Доста малко е надеждната информация за живота на Будагхоша. Има три основни източника на информация: кратки пролози и епилози към работите на Будагхоша; някои детайли от живота му описани в Махавамса – хроники от Шри Ланка; по-късна биография наречена „Будагхосупати“. 
Според писанията на Махавамса Будагхоша е роден в браминско семейство в кралство Магадха. Казва се, че е роден близо до Бодх Гая и че е бил майстор на Ведите и е пътувал през Индия включвайки се във философски дебати.  Едва при срещата си с будисткия монах Ревата Будагхоша среща някой по-добър в дебата, първо победен в диспут относно ведическата доктрина, а след това объркан при представянето на учения от Абхидхарма.  Дълбоко впечатлен Будагхоша става будистки монах и преминава обучение върху Трипитака и коментарите към него.